# Judas Kiss
Judas Kiss è film del 2011 diretto da J.T. Tepnapa.

## Trama
Zachary Wells è un regista gay fallito e mezzo alcolizzato, che in passato era stato un giovane regista prodigio.
Wells viene chiamato a tornare nell'università che aveva frequentato da ragazzo nelle vesti di giudice di un festival di cinema. Suo compito sarà quello di assegnare un premio allo studente più brillante.
Durante la prima notte al campus, Wells finisce con l'avere un rapporto sessuale con uno studente incontrato nel locale bar gay. Il giorno dopo quello stesso studente torna da lui per intervistarlo e si presenta col nome di Danny Reyes, lo stesso nome di Wells quando era ragazzo.
Questo particolare insieme a quello che Danny sta girando lo stesso film che girò lui e che gli fece vincere il festival cinematografico gli fa capire che per uno strano scherzo del destino gli è capitato di trovarsi davanti a se stesso adolescente. Tutti e due si ritroveranno davanti a scelte importanti e a un difficile cammino.

## Produzione
Il film è stato prodotta dalla Blue Seraph Productions, una casa di produzione di Los Angeles di proprietà di Tepnapa e Pedraza.
Il film, che venne girato nell'estate del 2010 a Seattle, ha attirato l'attenzione del pubblico anche perché tra il cast figura Charlie David, protagonista alcuni anni prima della serie televisiva  Dante's Cove. Nel cast è presente anche l'attore pornografico gay Brent Corrigan, accreditato come Sean Paul Lockhart.

### Casting
Sean Paul Lockhart impressionò il regista per la sua interpretazione in In the Closet.
Charlie David è molto conosciuto tra il pubblico gay. Richard Harmon ottenne il ruolo dopo un provino che impressionò i produttori.

## Colonna sonora
La colonna sonora di Judas Kiss presenta una selezione delle opere del compositore Brad Anthony Laina.
1. Crash, di Brian Lam
2. Analog Girl, di Oak & Gorski
3. Stereotype, di Mayda
4. Like It Rough, di Timo Descamps
5. Confrontation, di Brad Anthony Laina
6. Stimulate, di Ikonik
7. Zach's Lament, di David Yancey
8. Who Am I?, di Brad Anthony Laina
9. Key to the Future, di Brad Anthony Laina
10. Judas Kiss, di Brad Anthony Laina
11. If I Fall (Cast Recording, featuring Brian Lam and Brad Anthony Laina), di Brian Lam
12. If I Fall (Original Artist), di Brian Lam

## Critiche
Entertainment Focus mise il film al primo posto della Lista dei 10 Film Gay del 2011.
Edge ritenne che Judas Kiss fosse uno dei "12 grandi film gay da portare in teatro."

### Premi
| Anno                                     | Categoria                             | Ricevente                     | Risultato       |
| ---------------------------------------- | ------------------------------------- | ----------------------------- | --------------- |
| TLA Gaybie Awards                        |                                       |                               |                 |
| 2011                                     | Miglior film drammatico               | "Judas Kiss"                  | Vincitore/trice |
| 2011                                     | Miglior attore protagonista           | Charlie David                 | Vincitore/trice |
| 2011                                     | Miglior attore non protagonista       | Sean Paul Lockhart            | Vincitore/trice |
| Q Cinema Festival                        |                                       |                               |                 |
| 2011                                     | Best Feature Debut                    | "Judas Kiss"                  | Vincitore/trice |
| Rhode Island International Film Festival |                                       |                               |                 |
| 2011                                     | First Place in the Alternative Spirit | "Judas Kiss"                  | Vincitore/trice |
| 2011                                     | Youth Jury Honorable Mention          | "Judas Kiss"                  | Vincitore/trice |
| Long Beach QFilms Festival               |                                       |                               |                 |
| 2011                                     | Miglior sceneggiatura                 | "Judas Kiss"                  | Vincitore/trice |
| San Diego FilmOut Festival               |                                       |                               |                 |
| 2011                                     | Best Screenwriting                    | J.T. Tepnapa e Carlos Pedraza | Vincitore/trice |